# Fatalità (Raffaella Carrà)
Fatalità è il quattordicesimo album in studio della cantante italiana Raffaella Carrà, pubblicato nel 1983 dall'etichetta discografica Hispavox, stampato e distribuito in Italia dalla CGD Messaggerie Musicali s.p.a. di Milano.

## Il disco
Inciso sull'onda del grande successo della trasmissione televisiva Pronto, Raffaella? (prima edizione), contiene la sigla iniziale del programma intitolata Fatalità, pubblicata anche su uno dei due singoli estratti.
Il video della sigla è disponibile sul DVD nel cofanetto Raffica Carrà del 2007.
La fotografia in copertina è di Rino Petrosino.
Il 13 giugno 2025 sono uscite per la prima volta, tre versioni del disco: CD, Picture Disc e Vinile Splatter.
Nello stesso giorno è stata resa disponibile la versione digitale.

## Versioni internazionali
Distribuito in Portogallo nel 1983 con le tracce in italiano e diverso artwork, l'anno seguente è stato ristampato con l'artwork italiano, ma i brani in castigliano e titolo Secreto, un dolce segreto. L'edizione portoghese in italiano del 1983 è stata pubblicata in Germania l'anno dopo aggiungendo la canzone Cuando calienta el sol (Polydor 823 118-1).
- 1984 - Secreto, un dolce segreto (Hispavox HIS 30-44)
- Lato A: 1. Cuando calienta el sol, 2. Secreto, 3. Y que culpa tengo yo, 4. Africa
- Lato B: 1. Sin ti, 2. Porque el amor, 3. Madre mia, 4. Receta de amor, 5. Solos con la luna

In Spagna, Messico, Bolivia, Perù e Argentina, l'album è stato distribuito con le tracce tradotte in spagnolo, utilizzando un secondo artwork diverso da quello italiano. In Colombia le tracce sono state disposte in maniera differente rispetto alle altre versioni per i mercati latini.

## I brani
- Spera, aspetta e spera. È una cover con il testo in italiano di Cristiano Malgioglio, di Lança perfume un classico della regina del rock brasiliano Rita Lee, che è co-autrice della versione originale con Roberto De Carvalho.

- Innamorata, altro adattamento in italiano di Malgioglio, della canzone Cama e mesa di Erasmo e Roberto Carlos.

- Gnam gnam, già registrata da Loretta Goggi nel 1981, è l'ultimo dei tre testi dell'album di Raffaella adattati da Malgioglio.

## Tracce
Edizioni musicali Hispavox.
Lato A
1. Fatalità – 3:00 (testo: Gianni Boncompagni, Giancarlo Magalli, Gianni Belfiore – musica: Franco Bracardi)
2. Io la colpa non ce l'ho – 4:01 (testo: Honorio Herrero, Gianni Belfiore – musica: Danilo Vaona)
3. Più forte del tempo – 3:26 (testo: Gianni Belfiore – musica: Danilo Vaona)
4. Madre mia – 3:20 (testo: Honorio Herrero, Gianni Belfiore – musica: Danilo Vaona)
5. Un dolce segreto – 3:27 (testo: Gianni Belfiore – musica: Danilo Vaona)

Lato B
1. Innamorata (Cama e mesa) – 3:23 (testo: Roberto Carlos, Erasmo Carlos, Cristiano Malgioglio – musica: Roberto Carlos, Erasmo Carlos)
2. Spera, aspetta e spera (Lança perfume) – 3:22 (testo: Cristiano Malgioglio – musica: Rita Lee, Roberto De Carvalho)
3. Gnam gnam – 3:20 (testo: Cristiano Malgioglio, Fosco Gasperi – musica: Corrado Castellari)
4. Con te – 3:29 (testo: Honorio Herrero, Gianni Boncompagni – musica: Danilo Vaona)
5. Avrò bisogno di te – 3:44 (testo: Gianni Belfiore, Danilo Vaona – musica: Danilo Vaona)